# Centaurea calocephala
Centaurea calocephala — вид квіткових рослин айстрових (Asteraceae). Ареал охоплює такі країни: Хорватія, Боснія і Герцеговина, Чорногорія, Сербія, Косово, Північна Македонія, Албанія, Румунія, Болгарія.

## Біоморфологічні особливості
Багаторічні трави з потужним коренем. Стебла заввишки (30)100–150(200) см, у верхній половині малорозгалужені, доверху облистнені. Листки 1(2) рази перисті, сегменти 2–3(20) мм завширшки. Обгортка куляста, діаметром 20–30 мм. Квітки в суцвіттях тільки трубчасті, темно-червоно-фіолетові, зовнішні трохи довші за внутрішні, променисті. Сім'янки завдовжки ≈ 4 мм, коричневі, з пухом ≈ 4 мм у довжину.

## Середовище
Росте на скелях і виходах гірських порід на середніх і великих висотах, як правило, в ксеротермних місцях існування в зонах теплолюбних дубових лісів, виключно на вапняках. Цвіте з червня по серпень.